# Nyctiplanctus hispaniolae
Nyctiplanctus hispaniolae es una especie de insecto coleóptero de la familia Chrysomelidae.
Fue descrita científicamente en 1948 por Blake.